# 가스미가우라호
가스미가우라호(일본어: 霞ヶ浦 가스미가우라[*])는 일본의 호수 중 하나이다. 이바라키현 남동쪽과 지바현 북동부 사이에 펼쳐져 있다. 간토평야 북동부에 있으며, 면적은 220.0 km2로 비와호에 이어 일본에서 두 번째로 큰 담수호이다. 깊이는 최대 7.1 m이다. 일본 정부가 호소수질보전특별조치법에 따라 보호하고 있는 호소이기도 하다. 양식장이 있고, 호수의 물은 관개농업을 위한 용수 및 이바라키현 남부 주민들의 식수로 쓰인다.
일본 국토교통성에서는 가스미가우라호를 "니시우라호"(西浦), "기타우라호"(北浦), "소토나사카우라호"(外浪逆浦), "기타토네강"(北利根川), "와니가와강"(鰐川), "히타치토네강"(常陸利根川)을 하나로 묶은 개념으로 보고 있다. 하지만 일본의 하천법에서는 이곳들을 모두 히타치토네강이라는, 도네강의 지류로 정의하고 있다. "가스미가우라호"라는 말이 가스미가우라에 속하는 호수들 중 "니시우라호"만을 가리키는 말로 쓰이기도 한다.

## 지리
호수의 면적은 220.0 km2으로 비와호에 이어 일본에서 2번째로 넓은 면적을 자랑하고 있고, 이바라키현내에서 가장 넓다. 주요 수역의 면적은 다음과 같다.
- 니시우라호: 172 km2
- 기타우라호: 36 km2
- 소토나사카우라호: 6 km2
- 히타치토네강: 6 km2

아울러 니시우라호의 쓰치우라시 방면으로 뻗어 있는 수역을〈쓰치우라이리(土浦入)〉, 이시오카시 방면으로 뻗어 있는 수역을〈다카하마이리(高浜入)〉, 이 두 곳과 합쳐진 중앙부를〈미쓰마타오키(三叉沖)〉라고 부른다.
평야부분에 위치한 유역면적은 2,156.7 km2이며, 이바라키의 약 35 %에 해당하는 면적이다. 호수의 유역둘레는 249.5 km로 일본에서 가장 넓은 면적을 자랑하는 비와호보다 길다. 평균수심은 약 4 m, 최대수심은 약 7 m이며, 연간 유하량은 약 14억 m3, 저수량은 약 8.5억 m3이다. 주요 유입하천으로는 사쿠라가와강, 고이세강, 도모에강, 오노강, 아마노강 등이 있다.
태평양에 인접해 있기 때문에 일본에서 장마가 시작되어 끝나는 5, 6월과 태풍의 영향에 따라 강수량이 많고, 겨울에는 맑은 날이 많기 때문에 강수량이 적다. 특히 겨울에는 북서계절풍에 따라 쓰쿠바오로시(筑波颪)라 불리는 바람이 북서쪽에서 불어온다. 유역 연간평균강수량은 약 1,300 mm로 전국평균인 약 1,780 mm에 비해서는 적다.
북쪽에는 히누마호가 있고, 남쪽에는 도네강이 흐른다. 북서쪽에는 야미조 산지의 남단에 위치한 높이 877 m 쓰쿠바산이 자리잡고 있다. 가스미가우라호 주변은 대지와 저지대로 이루어진 장소가 많고, 쓰쿠바산이 주변에서 가장 높기 때문에 이 곳에서 호변주위를 널리 조망할 수 있다.
원래는 포구라는 이름에서 알 수 있듯 파다와 인접한 후미진 곳이었으나 사주와 하천의 퇴적물에 의해 출구가 닫힌 석호로 되었다. 이 때문에 시기와 장소에 따라 염분의 농도가 다르고, 염분이 혼재한 기수호의 특징을 가지고 있다. 특히 1950년대에서 1960년대에는 하류의 하천 준설의 영향으로 해수가 밀려들어와 기수화가 진행된 시기였다. 당시 가스미가우라호의 인식 때문에 기수호라는 이미지가 강하게 남아있다.
그러나, 1963년 치수와 염해방지를 목적으로 준공한 히타치가와 수문의 영향으로 담수화가 진행되었고, 현재는 거의 담수호라고 불러도 상관이 없을 정도로 변해있다.